# 截基鸭绿乌头
截基鸭绿乌头（学名：Aconitum jaluense var. truncatum）为毛茛科乌头属下的一个变种。

## 扩展阅读
- 維基物種上的相關：截基鸭绿乌头